# 村の写真集
『村の写真集』（むらのしゃしんしゅう）は2004年の日本映画。第8回上海国際映画祭で最優秀作品賞、最優秀男優賞（藤竜也）を受賞。

## スタッフ
- 製作者：高原建二　中川滋弘　多井久晃　近藤守
- プロデューサー：松山浩士　二村真一　溝口靖　岡田徹
- 制作・プロデューサー：三木和史
- ラインプロデューサー：石田和義
- 脚本・監督：三原光尋
- 撮影：本田茂
- 美術：須坂文昭
- 助監督：武正晴、小林聖太郎、吉田康弘
- 製作担当：村田亮
- 音楽：小椋佳
- 写真監修：立木義浩
- スタイリスト（原田知世担当）：大原真樹
- 主題歌：小椋佳「村里へ」
- 製作委員会メンバー：讀賣テレビ放送、衛星劇場、ワコー、四国放送、ビデオプランニング

## キャスト
- 高橋研一：藤竜也
- 高橋孝：海東健
- 高橋紀子：原田知世
- 高橋香夏：宮地真緒
- 植田進：大杉漣
- 水沢先生：吹石一恵
- 野原正治：甲本雅裕
- 宮島博：眞島秀和
- 山本のおばあちゃん：桜むつ子
- チン・リン：ペース・ウー
- 木下ほうか
- 徳井優
- 斎藤歩
- 粟田麗